# لوخی (فریمان)
لوخی (فریمان)، روستایی از توابع بخش قلندرآباد شهرستان فریمان در استان خراسان رضوی ایران است.
این روستا دارای چشم اندازهای بسیارزیبای جغرافیایی است.و مسجد و راه دسترسی خوبی دارد.

## جمعیت
این روستا در دهستان قلندرآباد قرار دارد و براساس سرشماری مرکز آمار ایران در سال ۱۳۸۵، جمعیت آن ۳۵ نفر (۸خانوار) بوده‌است.